# Gemma Rovira
Gemma Rovira Ortega (Barcelona, 1964) es una traductora literaria española. Entre sus traducciones se cuentan los tres últimos libros de la saga de Harry Potter de J.K. Rowling, El niño del pijama de rayas de John Boyne y la saga Crónica del asesino de reyes de Patrick Rothfuss.

## Estudios universitarios
Estudió Filología Hispánica en la Universidad Central de Barcelona cuando todavía no existían las facultades de traducción, aunque por esa época aún no sabía a qué quería dedicarse. Al mismo tiempo estudió inglés en el British Council de Barcelona, donde obtuvo el Certificate of Proficiency in English de la Universidad de Cambridge (1987).

## Trayectoria profesional
Desde 1988 se dedica exclusivamente a la traducción literaria del inglés al castellano. Ha colaborado con las editoriales Salamandra, Anagrama, Minotauro, Random House Mondadori, Ediciones B, Edhasa, Maeva, Seix Barral, Círculo de Lectores y Alfaguara.
En 2004, tras 20 años en el oficio de traductora literaria, obtuvo el encargo más significativo de su carrera, Harry Potter y la Orden del Fénix de J.K. Rowling, al que seguirían los dos últimos títulos de dicha saga: Harry Potter y el misterio del príncipe, en 2007, y Harry Potter y las reliquias de la muerte en 2008. Además de estas obras, Gemma Rovira tradujo el libro más vendido en España durante los años 2007 y 2008, la obra de John Boyne El niño con el pijama de rayas. A fecha de abril de 2017, cabe mencionar la labor de Gemma como traductora de Patrick Rothfuss, autor de Crónica del asesino de reyes, y la última secuela de Harry Potter, El legado maldito.
También es miembro de APTIC (Associació Professional de Traductors i Intèrprets de Catalunya) y de ACE Traductores (Sección Autónona de Traductores de Libros de la Asociación Colegial de Escritores de España), de cuya junta formó parte entre 2006 y 2010.

## Obras traducidas
Entre más de un centenar de obras traducidas, que incluyen algunos ensayos así como diversos subgéneros de novela, se cuentan títulos de autores como Daniel Mason (El afinador de pianos), Lisa See (El abanico de seda, El pabellón de las peonías, Dos chicas de Shanghái), Margaret Atwood (Penélope y las doce criadas), Karen Armstrong (Breve historia del mito), Andrew Miller (El insensible, Oxígeno, El ocaso de un seductor), Anne Tyler (Propios y extraños, La brújula de Noé, El matrimonio amateur), Kurt Vonnegut (Barbazul), Donna Tartt (El secreto, Un juego de niños), Tom Sharpe (Los Grope, La herencia de Wilt, Wilt no se aclara) y Paul Theroux (Kowloon Tong)